# Jin Chao-chun
Jin Chao-chun (金超群) est un acteur taïwanais ayant reçu le prix du Golden Bell Award en tant que meilleur acteur pour Justice Pao en 1993.

## Filmographie

### Films
| Année | Titre                                        | Role      |
| ----- | -------------------------------------------- | --------- |
| 1979  | The Fate (索命三娘)                          |           |
| 1994  | Family Affairs (清官難審)                    |           |
| 1995  | No Justice for All (真相)                    |           |
| 2005  | A Game of Cat and Mouse (包青天之五鼠鬥御貓) | Bao Zheng |

### Télévision
| Année | Titre                                               | Role                  |
| ----- | --------------------------------------------------- | --------------------- |
| 1986  | Imperial Consort Yang (楊貴妃)                      | Gao Lishi             |
| 1988  | Ba Qian Li Lu Yun He Yue (八千里路雲和月)           | Qin Hui               |
| 1989  | A Courageous Clan: Mu Kuei-ying (一門英烈穆桂英)    | Kou Zhun              |
| 1988  | Ba Qian Li Lu Yun He Yue (八千里路雲和月)           | Qin Hui               |
| 1993  | Justice Bao (包青天)                                | Bao Zheng             |
| 1994  | Heavenly Ghost Catcher (天師鍾馗)                   | Zhong Kui & Bao Zheng |
| 1994  | Justice Pao (新包青天)                              | Bao Zheng             |
| 1994  | Heroic Legend of the Yang's Family (碧血青天楊家將) | Bao Zheng             |
| 1995  | Heavenly Ghost Catcher 2 (天師鍾馗II)               | Zhong Kui             |
| 1998  | Thunderstorm Rider (霹靂菩薩)                       | Monk Stone            |
| 2003  | Return of Judge Bao (包公出巡)                      | Bao Zheng             |
| 2003  | Mysterious Cases of Judge Bao (包公奇案)            | Bao Zheng             |
| 2007  | Legends of Bai Yutang (包青天之白玉堂傳奇)          | Bao Zheng             |
| 2008  | Justice Bao (包青天)                                | Bao Zheng             |
| 2010  | Justice Bao 1 (包青天之七俠五義)                    | Bao Zheng             |
| 2011  | Justice Bao 2 (包青天之碧血丹心)                    | Bao Zheng             |
| 2012  | Justice Bao 3 (包青天之開封奇案)                    | Bao Zheng             |